# Jean-Michel Hayat
Pour les articles homonymes, voir Hayat.
Jean-Michel Hayat, né le 2 mars 1955 à Paris, est un magistrat français, premier président de la cour d'appel de Paris d'octobre 2019 à juin 2022.

## Carrière

### Formation et début de carrière
Jean-Michel Hayat est issu de l'École nationale de la magistrature, qui forme l'ensemble des magistrats de France.
En 1988, alors juge d'instruction à Nanterre, il lance les investigations de ce qu'on appellera l'Affaire Jobic et place en détention pendant dix-sept jours le commissaire de police Yves Jobic sur la foi de témoignages, qui s'avèreront mensongers, de trois prostituées et de leur proxénète. À l'issue de son procès pour proxénétisme aggravé et corruption passive, le commissaire Jobic sera totalement blanchi et obtiendra une indemnité de 150 000 francs pour avoir été détenu à tort.

### Conseiller ministériel puis président de chambre de cour d'appel
Durant les années 1980 et 1990, Jean-Michel Hayat est réputé être proche du syndicat de la magistrature.
Le 21 juillet 1997, alors vice-président d'un tribunal de grande instance, il est nommé conseiller technique au cabinet de Ségolène Royal, alors ministre déléguée chargée de l'enseignement scolaire, poste qu'il occupe jusqu'au 24 juillet 1999.
Le 21 décembre 2001, alors vice-président au tribunal de grande instance de Nanterre, il est nommé conseiller près la cour d'appel de Versailles. Le 1er août 2005, Jean-Michel Hayat est nommé président de chambre à la cour d'appel d'Aix-en-Provence pour exercer les fonctions de président du tribunal de grande instance de Nice. Le 2 juillet 2010, il est à nouveau nommé en région parisienne en tant que président de chambre à la cour d'appel de Versailles pour exercer les fonctions de président du tribunal de grande instance de Nanterre.

### Président du tribunal de Paris
Le 30 juillet 2014, Jean-Michel Hayat est nommé conseiller à la Cour de cassation afin d'exercer les fonctions de président du tribunal de grande instance de Paris, en remplacement de Chantal Arens, nommée présidente de chambre à la Cour de cassation pour exercer les fonctions de première présidente de la cour d'appel de Paris. En cette qualité, il est chef d'établissement du tribunal de Paris.
Il exerce la fonction de président du tribunal de grande instance de Paris de 2014 à 2019. À ce titre, il doit désigner le juge d'instruction dans l'Affaire Fillon lors de l'élection présidentielle française de 2017 ; il nomme à cette occasion Serge Tournaire, magistrat réputé intransigeant. Cette dernière décision sera interprétée comme un choix politique.

### Premier président de la cour d'appel de Paris
Après lui avoir succédé à la tête du tribunal de grande instance de Paris, Jean-Michel Hayat remplace Chantal Arens, nommée première présidente de la Cour de cassation le 22 juillet 2019, en qualité de premier président de la cour d'appel de Paris le 10 octobre 2019. Il devient alors le quatrième magistrat à suivre ce parcours désormais traditionnel de la plus grande juridiction de France vers l'un des plus prestigieux postes de la magistrature française.
Il prend sa retraite en juin 2022.

## Décorations
- Officier de la Légion d'honneur (décret du 31 décembre 2014, chevalier depuis le 30 janvier 2002)[15]
- Commandeur de l'ordre national du Mérite (décret du 29 mai 2019, officier depuis le 2 septembre 2005)[16]